# GO Searcher
GO Searcher是Guice Offshore擁有和運營的近海補給船，目前與GO Navigator一起做為SpaceX的天龍號太空船與天龍號太空船2號的回收船之一。這兩艘船是相同的，並配備了醫療設施、直升機停機坪與升降架等。